# Edward D. Swift
Edward D. Swift (1871.-?) je bio američki astronom. Sin je američkog astronoma Lewisa A. Swifta.
Kao njegov otac, usmjerio se na otkrivanje kometa. Suotkrio je periodični komet 54P/de Vico-Swift-NEAT.

## Vanjske poveznice
- (njemački) Fotografija